# 静岡県道132号韮山反射炉線
静岡県道132号韮山反射炉線（しずおかけんどう132ごう にらやまはんしゃろせん）は、静岡県伊豆の国市内を通る一般県道である。

## 概要

### 路線データ
- 起点：静岡県伊豆の国市中（「韮山反射炉」前）
- 終点：静岡県伊豆の国市南条（国道136号交点）
- 実延長：1,421m[1]

## 沿革
- 1960年（昭和35年）4月1日 - 認定[2]

## 地理

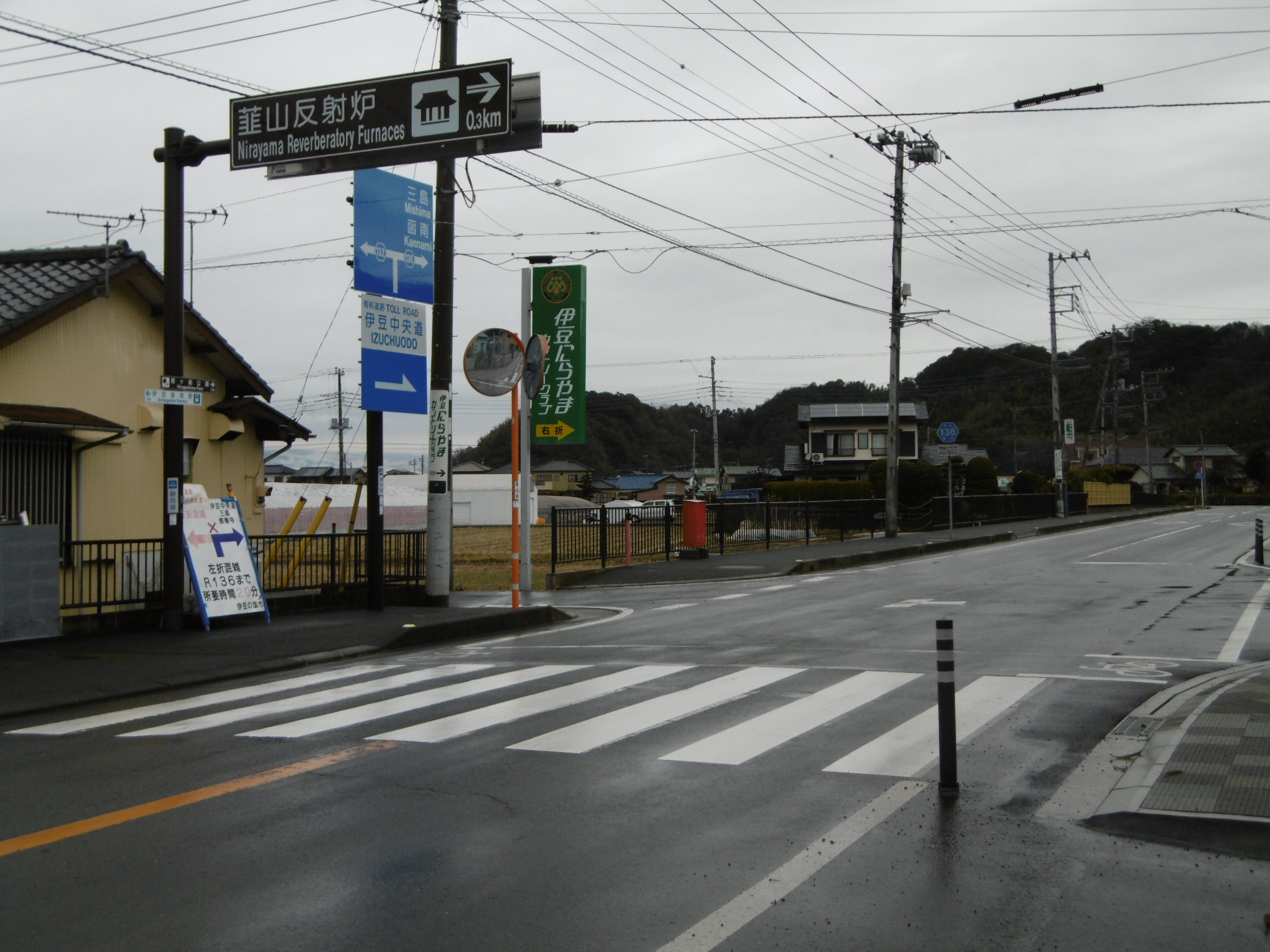
韮山反射炉から伊豆の国市中まで重複し右奥方の静岡県道136号と分かれる左手前側の静岡県道132号。(2016年1月)

### 通過する自治体
- 静岡県伊豆の国市

### 接続する道路
- （起点：「韮山反射炉」前）
- 静岡県道136号函南停車場反射炉線（「韮山反射炉」前（起点） - 伊豆の国市中で重複）
- 国道136号（下田街道）（終点：反射炉入口交差点）

### 周辺
- 伊豆箱根鉄道駿豆線 伊豆長岡駅
- 伊豆の国市立韮山南小学校
- 国指定史跡 韮山反射炉